# Michael Hepburn
Michael Hepburn (Brisbane, 17 augustus 1991) is een Australisch weg- en baanwielrenner die sinds 2012 rijdt voor de vanaf 2023 geheten Team Jayco AlUla wielerploeg.

## Loopbaan
Hepburn werd in 2009 nationaal kampioen bij de junioren op de achtervolging, ploegenachtervolging (met Jordan Kerby, Mitchell Mulhern, Thomas Richards) en het omnium. Hij werd tevens wereldkampioen op de achtervolging.
Een jaar later werd hij ook nationaal kampioen op de weg bij de beloften en behaalde het Australische kampioenschap omnium bij de elite. Samen met Jack Bobridge, Rohan Dennis en Cameron Meyer werd hij wereldkampioen op de ploegenachtervolging bij de elite, wat hij in 2011 verdedigde, ditmaal samen met Bobridge, Dennis en Luke Durbridge.
In 2012 nam Hepburn een eerste keer deel aan de Olympische Spelen. Samen met Glenn O'Shea, Jack Bobridge en Rohan Dennis behaalde hij een zilveren medaille op de ploegenachtervolging.

## Baanwielrennen

### Palmares
| Jaar     | NK                                                  | CK                                   | WK                                   | Overig |
| Junioren | Junioren                                            | Junioren                             | Junioren                             | Junioren                                                                                                  |
| -------- | --------------------------------------------------- | ------------------------------------ | ------------------------------------ | --- |
| 2009     | Achtervolging · Omnium · Ploegenachtervolging · 1km |                                      | Achtervolging · Ploegenachtervolging | |
| Elite    |                                                     |                                      |                                      | |
| 2009     |                                                     |                                      |                                      | WB Melbourne: Ploegenachtervolging                                                                        |
| 2010     | Omnium                                              | Achtervolging · Ploegenachtervolging | Ploegenachtervolging                 | WB Peking: Ploegenachtervolging Gemenebestspelen: Ploegenachtervolging WB Melbourne: Ploegenachtervolging |
| 2011     | Ploegenachtervolging · Achtervolging · Puntenkoers  |                                      | Ploegenachtervolging · Achtervolging | |
| 2012     | Achtervolging · Ploegenachtervolging                |                                      | Achtervolging · Ploegenachtervolging | WB Londen: Ploegenachtervolging                                                                           |
| 2013     | Achtervolging                                       |                                      | Achtervolging · Ploegenachtervolging | |
| 2015     |                                                     |                                      |                                      | WB Cambridge: Ploegenachtervolging                                                                        |
| 2016     |                                                     |                                      | Ploegenachtervolging                 | |

## Wegwielrennen

### Overwinningen
2010
 Australisch kampioen op de weg, Beloften
1e etappe Ronde van Thüringen (ploegentijdrit)
2011
2e etappe Ronde van Noorwegen
2e etappe Ronde van Thüringen (ploegentijdrit)
Proloog Ronde van de Toekomst
3e etappe Ronde van de Toekomst
2014
 Australisch kampioen tijdrijden, Elite
3e etappe Ronde van Qatar
1e etappe Ronde van Italië (ploegentijdrit)
2015
 Oceanisch kampioen tijdrijden, Elite
1e etappe Ronde van Italië (ploegentijdrit)
2019
1e etappe Tirreno-Adriatico (ploegentijdrit)
2020
1e etappe Ronde van Tsjechië  (ploegentijdrit)

## Resultaten in voornaamste wedstrijden
| Jaar | Ronde van Italië | Ronde van Frankrijk | Ronde van Spanje |
| ---- | ---------------- | ------------------- | ---------------- |
| 2012 |                  |                     |                  |
| 2013 |                  |                     |                  |
| 2014 | 154e             |                     |                  |
| 2015 | 160e             |                     |                  |
| 2016 | 148e             |                     |                  |
| 2017 | 122e             |                     |                  |
| 2018 |                  | 117e                |                  |
| 2019 |                  | 146e                |                  |
| 2020 | opgave           |                     |                  |
| 2021 | 120e             |                     |                  |
| 2022 | 112e             |                     | 118e             |
| 2023 | 77e              |                     | opgave           |
| 2024 | 115e             |                     |                  |
| 2025 | 143e             |                     |                  |

| Jaar | Milaan-San Remo | Gent-Wevelgem | Ronde van Vlaanderen | Parijs-Roubaix | Amstel Gold Race | Luik-Bast.‑Luik | Waalse Pijl | Parijs-Tours |  | Wereldranglijsten |
| ---- | --------------- | ------------- | -------------------- | -------------- | ---------------- | --------------- | ----------- | ------------ |  | ----------------- |
| 2012 |                 |               |                      |                |                  |                 |             | 142e         |  |                   |
| 2013 |                 |               |                      |                |                  |                 | 117e        |              |  |                   |
| 2014 |                 |               | 98e                  | 133e           |                  |                 |             |              |  |                   |
| 2015 | opgave          |               |                      |                |                  |                 |             |              |  |                   |
| 2016 |                 |               |                      |                |                  |                 |             |              |  |                   |
| 2017 |                 |               |                      |                | opgave           |                 |             |              |  | 355e (UWT)        |
| 2018 |                 | 132e          | opgave               |                | opgave           |                 |             |              |  | 385e (UWT)        |
| 2019 | 166e            | opgave        | opgave               | 98e            | opgave           |                 |             |              |  | 937e (UWR)        |
| 2020 |                 |               |                      |                |                  |                 |             |              |  |                   |
| 2021 | 133e            |               |                      |                |                  |                 |             |              |  |                   |
| 2022 |                 |               |                      |                |                  |                 |             |              |  |                   |
| 2023 | 154e            |               |                      |                |                  |                 |             |              |  |                   |
| 2024 | opgave          |               |                      |                |                  |                 |             |              |  |                   |
| 2025 |                 |               |                      |                |                  | opgave          | opgave      |              |  |                   |

## Ploegen
- 2010 –  Team Jayco-Skins
- 2011 –  Team Jayco-AIS
- 2012 –  Orica GreenEDGE[1]
- 2013 –  Orica GreenEDGE
- 2014 –  Orica GreenEDGE
- 2015 –  Orica GreenEDGE
- 2016 –  Orica-BikeExchange[2]
- 2017 –  Orica-Scott
- 2018 –  Mitchelton-Scott
- 2019 –  Mitchelton-Scott
- 2020 –  Mitchelton-Scott
- 2021 –  Team BikeExchange
- 2022 –  Team BikeExchange Jayco
- 2023 –  Team BikeExchange-Jayco
- 2024 –  Team Jayco AlUla
- 2025 –  Team Jayco AlUla

Aitken · Carver · Dennis · Donnelly · Durbridge · Hepburn · Lane · Lang · Matthews · O'Shea · Rudolph
Aitken · Carver · Donnelly · Durbridge · Dyball · Ellis · Hepburn · Howson · Kerby · Lane · Lang · Lovelock-Fay · McCarthy · McCulloch · Niblett · Perkins · Rudolph · Sunderland
Albasini · Beppu · Bewley · Bobridge · Clarke · Cooke · Davis · Dean · Docker · Durbridge · Gerrans · Goss · Hepburn · Howard · Impey · Keukeleire · Kruopis · Lancaster · Langeveld · McEwen · Meier · C.Meyer · T.Meyer · Mouris · O'Grady · Sulzberger · Teklehaimanot · Tuft · Vaitkus · Weening · Wilson
Albasini · Beppu · Bewley · Clarke · Cooke · Davis · Docker · Durbridge · Gerrans · Goss · Hepburn · Howard · Howson (stagiair) · Impey · Kang (stagiair) · Keukeleire · Kruopis · Lancaster · Langeveld · Matthews · Meier · C.Meyer · T.Meyer · Mouris · O'Grady · Sulzberger · Teklehaimanot · Tuft · Vaitkus · Weening
Albasini · Bewley · Chaves · Clarke · Docker · Durbridge · Ewan · Gerrans · Goss · Hayman · Hepburn · Howard · Howson · Impey · Keukeleire · Kruopis · Lancaster · Matthews · Meier · C.Meyer · Mouris · Santaromita · Schurter · Tuft · Weening · A.Yates · S.Yates · Cort (stagiair)
Albasini · Bewley · Blythe · Chaves · Clarke · Cort · Docker · Durbridge · Ewan · Gerrans · Hayman · Hepburn · Howard · Howson · Impey · Keukeleire · Lancaster · Matthews · Meier · C.Meyer · Mouris · Santaromita · Tuft · Weening · A.Yates · S.Yates
Albasini · Bewley · Chaves · Cheung · Cort · Docker · Durbridge · Edmondson · Ewan · Gerrans · Haig · Hayman · Hepburn · Howson · Impey · Juul-Jensen · Keukeleire · Matthews · Meier · Mezgec · Plaza · Power · Tuft · Txurruka · Verona · A.Yates · S.Yates · Schultz (stagiair)
Albasini · Bewley · Chaves · Cheung · Cort · Docker · Durbridge · Edmondson · Ewan · Gerrans · Haig · Hayman · Hepburn · Howson · Impey · Juul-Jensen · Keukeleire · Kluge · Kreuziger · Mezgec · Plaza · Power · Tuft · Verona · A. Yates · S. Yates
Albasini · Bauer · Bewley · Chaves · Durbridge · Edmondson · Ewan · Haig · Hamilton · Hayman · Hepburn · Howson · Impey · Juul-Jensen · Kluge · Kreuziger · Meyer · Mezgec · Nieve · Power · Trentin  · Tuft · Verona · A. Yates · S. Yates
Affini · Albasini · Bauer · Bewley · Bookwalter · Chaves · Durbridge · Edmondson · Grmay · Haig · Hamilton · Hayman · Hepburn · Howson · Impey · Juul-Jensen · Meyer · Mezgec · Nieve · Schultz · Scotson · Smith · Stannard · Trentin  · A. Yates · S. Yates
Affini · Albasini · Bauer · Bewley · Bookwalter · Chaves · Durbridge · Edmondson · Grmay · Groves · Haig · Hamilton · Hepburn · Howson · Impey · Juul-Jensen · Konysjev · Meyer · Mezgec · Nieve · Peák · Schultz · Scotson · Smith · Stannard · A. Yates · S. Yates · Zejts
Bauer · Bewley · Bookwalter · Chaves · Colleoni · Durbridge · Edmondson · Grmay · Groves · Hamilton · Hepburn · Howson · Jansen · Juul-Jensen · Kangert · Konysjev · Matthews · Meyer · Mezgec · Nieve · Peák · Schultz · Scotson · Smith · Stannard · Yates · Zejts · Choon (stagiair) · O'Brien (stagiair)
Balmer · Bauer · Bewley · Colleoni · Craddock · Durbridge · Edmondson · Grmay · Groenewegen · Groves · Hamilton · Hepburn · Howson · Jansen · Juul-Jensen · Kangert · Konysjev  · Maas · Matthews · Meyer · Mezgec · O'Brien · Peña · Reinders (vanaf 23/8) · Schultz · Scotson · Smith · Sobrero · Stewart · Yates · Bogusławski (stagiair) · De Pretto (stagiair) · Foldager (stagiair)
Balmer · Berhe · Colleoni · Craddock · De Marchi · Dunbar · Durbridge · Engelhardt · Grmay · Groenewegen · Hamilton · Harper · Hepburn · Jansen · Juul-Jensen · Maas · Matthews · Mezgec · O'Brien · Peña · Porter · Pöstlberger · Quick · Reinders · Scotson · Sobrero · Stewart · Štybar · Yates · Zana · Jørgensen (stagiair) · McKenzie (stagiair)
Berhe · Craddock · De Marchi · De Pretto · Dunbar · Durbridge · Engelhardt · Ewan · Foldager · Groenewegen · Hamilton · Harper · Hepburn · Jansen · Juul-Jensen · Maas · Matthews · Mezgec · O'Brien · Peña · Plapp · Porter · Quick · Reinders · Schmid · Scotson · Stewart · Walscheid · Yates · Zana